# Setema
Setema är ett släkte av fjärilar som beskrevs av De Freina och Thomas Joseph Witt 1984. Setema ingår i familjen björnspinnare.
Släktet innehåller bara arten Setema cereola.